# Cosmarium nasutum
Cosmarium nasutum  là một loài Song tinh tảo trong họ Desmidiaceae, thuộc chi Cosmarium.